# Leonid Siedow
Leonid Iwanowicz Siedow (ros. Леонид Иванович Седов, ur. 1 listopada?/14 listopada 1907 w Rostowie nad Donem, zm. 5 września 1999 w Moskwie) – radziecki fizyk, Bohater Pracy Socjalistycznej (1967).

## Życiorys
W 1924 skończył szkołę i podjął studia na Wydziale Pedagogicznym Rostowskiego Uniwersytetu Państwowego, 1926-1930 studiował na Wydziale Fizyczno-Matematycznym Moskiewskiego Uniwersytetu Państwowego, od 1931 pracował w Centralnym Instytucie Aerohydrodynamicznym im. Żukowskiego jako starszy inżynier i później szef wydziału. Aktywnie zajmował się badaniami nad hydrodynamiką, aeromechaniką i mechaniką płynów, w latach 1931–1935 był asystentem, docentem, profesorem i kierownikiem katedry w Moskiewskim Instytucie Lotniczym, od 1937 do końca życia kierował katedrą hydromechaniki Wydziału Mechaniczno-Matematycznego Moskiewskiego Uniwersytetu Państwowego im. Łomonosowa, 1938-1941 kierował katedrą mechaniki teoretycznej Akademii Wojskowo-Inżynieryjnej im. Kujbyszewa. W 1936 został kandydatem nauk technicznych, w 1937 doktorem nauk fizyczno-matematycznych i profesorem. Podczas wojny z Niemcami uczestniczył w badaniach i próbach techniki bojowej i lotniczej. W 1945 został pracownikiem naukowym Instytutu Matematycznego im. Stiekłowa, 1950-1953 kierował katedrą mechaniki teoretycznej Moskiewskiego Instytutu Fizyczno-Technicznego, w połowie lat 50. XX w. włączył się w prace nad programem kosmicznym w ZSRR. W latach 1957–1959 był wiceprezesem, 1959-1961 prezesem, a 1961-1980 ponownie wiceprezesem Międzynarodowej Federacji Astronautycznej. Napisał około 200 prac naukowych. W 1946 został członkiem korespondentem, a w 1953 członkiem rzeczywistym Akademii Nauk ZSRR, od 1965 był przewodniczącym jej Rady Naukowej ds. Problemów Hydrodynamiki. W latach 1953–1999 był redaktorem naczelnym pisma Mechanika, a 1962-1999 Kosmiczeskoje Issledowanija. Był członkiem zagranicznym i doktorem honoris causa wielu światowych uczelni. Został pochowany na Cmentarzu Trojekurowskim.

## Odznaczenia i nagrody
- Medal Sierp i Młot Bohatera Pracy Socjalistycznej (13 listopada 1967)
- Order Lenina (sześciokrotnie - 27 marca 1954, 28 kwietnia 1963, 13 listopada 1967, 17 września 1975, 23 stycznia 1980 i 13 listopada 1987)
- Order Czerwonego Sztandaru Pracy (dwukrotnie - 16 września 1945 i 17 czerwca 1961)
- Order „Znak Honoru” (11 lipca 1943)
- Order „Za zasługi dla Ojczyzny” IV klasy (30 czerwca 1998)
- Nagroda Stalinowska (1952)
- Komandor Legii Honorowej (Francja, 1971)

I medale.